# Полски институт в София
Полският институт в София (на полски: Instytut Polski w Sofii) е учреждение, подчинено на Министерството на външните работи на Република Полша, чиято основна задача е да разпространява полската култура, история и национално наследство по света, както и да сътрудничи в сферата на културата, образованието, науката и социалния живот

## Правен статут на полските институти
Полските институти са пряко подчинени на Министерство на външните работи на Република Полша. На много места институтът функционира като звено на посолството на Република Полша, ангажирано с културата и науката. Основната задача на тези учреждения е да поддържат образователно-информационна дейност и да гарантират присъствието на полската култура в обществения живот в конкретната държава. Реализацята на тези цели се осъществява посредством активни контакти с културните и образователни институции на местно равнище и включване на полски участници в международни събития, провеждани в държавата, в която действа съответният институт. Ключови партньори са катедрите по полонистика, славистика или централно-европейски изследвания във висшите учебни заведения в страната.
От полска страна подкрепа за Полските институти осигуряват редица институции, ангажирани с международната дейност в областта на културата: Полският институт за филмово изкуство, Институтът на книгата, Театралният институт, Националният институт „Фридерик Шопен“ и Институтът „Адам Мицкевич“. Дейността на институтите реализират екипи от шест до осем души, които задължително включват директор и още един служител, които се назначават от Полша, двама или трима местни експерти, които владеят езика на страната, познават местните условия и притежават контакти със съответните културни кръгове, както и двама души помощен персонал

## История на Полския институт в София
Полският институт в София е приемник на традициите на Българо-полското дружество, популяризиращо полската култура в България в периода между двете световни войни. То е основано от литературния критик Боян Пенев, поетесата и преводач на полска литература Дора Габе и Тадеуш Станислав Грабовски – първи посланик на Полша в България след възстановяване на независимостта на Полша през 1918 г.
През 1948 г. Полската народна република и Народна република България подписват във Варшава Договор за дружба, сътрудничество и взаимна помощ. По силата на този договор на 22 юли 1949 г. в София тържествено е открит Център за полска култура. През 1956 г. той е преименуван на Полски информационен и културен център, а през 1994 г. – на Полски институт в София. Първият служител на Полския център през 1949 г. е Антонина Панкевич-Щерева, магистър по история и съпруга на проф. Петко Щерев. Тя завежда библиотеката Полска читалня и организира различни културни мероприятия. През 1956 г. е изпратен първият директор на Полския информационен и културен център Мирослав Новацки. От 1993 година институцията действа под името Полски институт в София.

### Седалища и дейност на Полския институт
Дълги години Полският информационен и културен център се намира на булевард „Руски“ 12. Първоначално Полската читалня заема долната част на многоетажното здание, а през 1956 г. центърът получава нови помещения и към него е открита кинозала, снабдена с необходимата апаратура. През 1960-те години е направен основен ремонт, отпуснат е още един етаж от сградата, а залите са адаптирани за новите нужди на институцията. Открит е и магазин, в който се предлагат полски стоки, книги, грамофонни плочи, периодични издания, репродукции и други. Годините на Руски налагат Полския център като ярко културно средище, „прозорец към Запада“ за родните академични и творчески среди.
Второто седалище е на първия и третия етаж на ул. „Граф Игнатиев“ 12, където институтът се помещава от 1994 до 2001 г. В годините на българския преход Полша продължава да бъде притегателна точка за културни контакти, активен партньор и образец за европеизацията на България. Днес Полският институт се намира на ул. „Веслец“ 12. В многофункционалната зала-галерия с площ 200 m2 се провеждат изложби, промоции на книги, срещи с гости от Полша, конференции, концерти, кинопрожекции. Залата разполага със 100 седящи места и роял, там се намира читалнята за периодични издания и информационният пункт. Над галерията се помещава библиотеката с оборудвано пространство за провеждане на курсове по полски език за начинаещи и напреднали. Общата площ на помещенията на института е 400 кв. метра

## Директори на Полския информационен и културен център в София / на Полския институт в София
- 1949 – 1957 – Антонина Щерева
- 1957 – 1962 – Мирослав Новаковски
- 1967 – 1969 – Богуслав Янковски
- 1969 – 1973 – Корнел Хеншке
- 1973 – 1977 – Силвестер Качковски
- 1977 – 1982 – Януш Таговски
- 1982 – 1983 – Тадеуш Телма
- 1983 – 1987 – Еугениуш Мелцарек
- 1987 – 1991 – Максимилиан Целеда
- 1991 – 1992 – Карол Пастушевски

- 1993 – 1999 – Войчех Галонзка
- 2000 – 2001 – Ивона Фрончек
- 2001 – 2006 – Анджей Папйеж
- 2006 – 2011 – Анна Пахла
- 2011 – 2015 – Агнешка Кошчушко
- 2015 – 2020 – Ярослав Годун[4]
- 2020 – 2021 – Aнна Опалинска
- 2021 – 2023 – Ивона Якушко-Дудка (и.д. директор)[5]
- 2023 – 2024 – Карол Желински[6]
- 2024 – 2025 – Ивона Якушко-Дудка[7]
- от 2025 – Малгожата Хейдук-Громек[8]

## Културна оферта на Полския институт
Галерията на Полския институт представя изкуството – живопис, графика, карикатура, фотография, плакат, инсталации, приложно изкуство, интерактивни програми – на полски артисти, както и съвместни полско-български проекти. Организират се и фотоизложби, посветени на исторически и актуални събития, както и на именити поляци. В галерията се намира също така информационен пункт и читалня за перииодични издания.
Присъствието на полската литература на българския книжен пазар е основен приоритет на Института. По тази причина Институтът подпомага контактите между полските и българските издателства, творци, преводачи; държи на високата информираност за съвременната полска литература и дебютите в нея, но не забравя и класиците. Институтът организира чествания на годишнини на бележити полски поети, прозаици и есеисти, както и срещи със съвременни полски творци и подпомага издаването на специализирани броеве на полска тематика в българския периодичен печат. От няколко години функционира и Дискусионен клуб на книгата, в който запалени читатели обсъждат издадени през последните години книги.
Още от самото си откриване Полският център запознава публиката не само в София, но и в цялата страна с класически и съвременни полски филми. Днес той организира филмови прегледи и прожекции в кина, в Галерията на Института и в кинозалата на НАТФИЗ, подпомага участието на полски заглавия в международните филмови фестивали в страната. Преди 1989 г. полският театър дава на българските творци рядката възможност за досег с актуалните тенденции в западноевропейската драматургия. Днес Институтът подпомага поставянето на полски пиеси пред българска публика, издава антологии със съвременна полска драматургия и организира публични лекции на видни полски театроведи.
Полският институт организира концерти с класическа музика, джаз, фолклорна музика, етно и поп. Участва в организацията на редица ежегодни международни музикални фестивали, провеждани в България. Концерти на изтъкнати полски изпълнители са задължителна част от официалната програма при честване на национални празници и постижения на полската дипломация.

## Награди
- На 22 май 2014 г. Полският институт получава награда за принос към българската култура и изкуство „Златно перо“.[9]